# Lei de Comstock

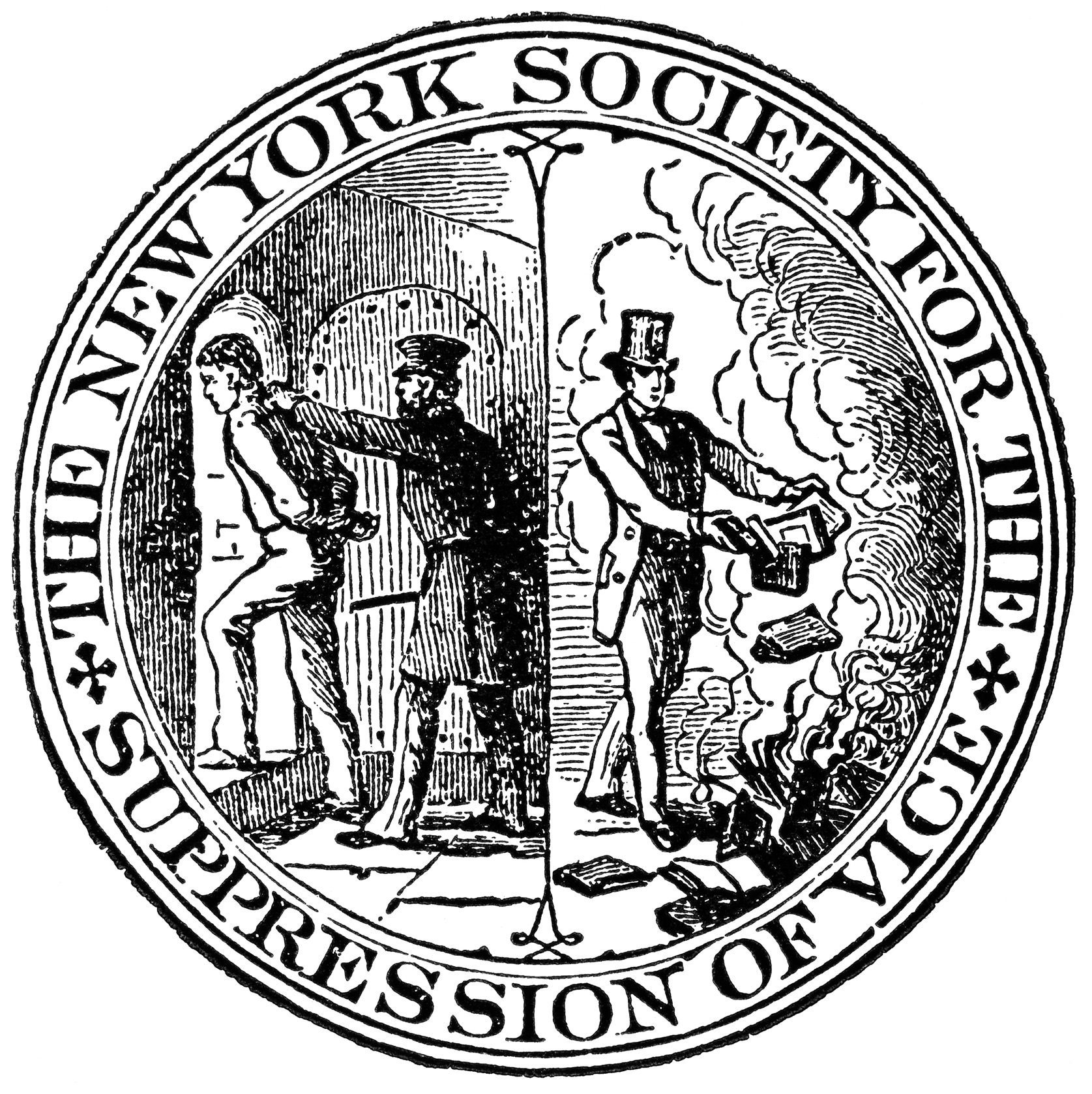
O símbolo da Sociedade Comstock para a Supressão do Vício.

O Ato de Comstock, (em vigor a partir de 3 de março de 1873) foi uma lei federal estadunidense que tornava ilegal vender quaisquer materiais "obscenos, indecente, e/ou lascivos" através do correio, incluindo contraceptivos e informação. Somando-se a proibição dos contraceptivos, esse ato também proibia a distribuição de informações sobre aborto para propósitos educacionais. Vinte e quatro estados aprovaram proibições similares de materiais distribuídos entre estados. Coletivamente, estas restrições estaduais e federais ficaram conhecidas como Leis de Comstock.[carece de fontes?]
O nome da lei é homenagem ao ativista Anthony Comstock que iniciou sua campanha anti-obscenidade e em defesa da moral pública após o fim da Guerra Civil Americana (1861-1865).